# Entogonia cuprearia
Entogonia cuprearia là một loài bướm đêm trong họ Geometridae.